# Okamura Jaszudzsi
Okamura Jaszudzsi (岡村 寧次; Hepburn: Yasuji Okamura) (Tokió, 1884. május 15. – Tokió, 1966. szeptember 2.) a Japán Császári Hadsereg tábornoka, és 1944. novemberétől a Kínai Expedíciós Hadsereg főparancsnoka volt. A második világháború vége után a Kínai Köztársaságban volt katonai tanácsadó 1949-ig.

## Élete

### Korai évei
1884. május 15-én született Tokióban. A Szakamacsi Általános Iskolába járt, majd 1897-ben megkezdte tanulmányait a Vaszeda Középiskolában. 1898-ban átiratkozott egy tokiói katonai előkészítő iskolába. 1899-ben lett a Japán Császári Katonai Akadémia tanulója és tanulmányait 1904-ben fejezte be. Osztálytársai voltak többek között Itagaki Szeisiró, Doihara Kendzsi és Andó Rikicsi, később mind tábornokok. Hadnagyként az 1. gyalogos ezredhez osztották be.
1910-ben megkezdte tanulmányait a japán Vezérkari Akadémián, és 1913-as ballagása után századossá léptették elő. Az első világháború idején a hadsereg vezérkarában szolgált. Az 1920-as évek elején rövid időre Kínába költözött, és ott egy hadúr katonai tanácsadójaként tevékenykedett.

### Kínai szolgálata
1931–1933 között a Sanghaji Expedíciós Hadsereg helyettes vezérkari főnöke volt, a Kvantung-hadsereg égisze alatt. Emlékiratai szerint részt vett a Nagaszaki-prefektúra területén folyó speciális toborzási akcióban, amelynek célja az volt, hogy kéjlányokat gyűjtsenek a hadsereg bordélyházai számára. 1933 és 1934 között pedig a japán katonai attasé Mandzsukuo bábállamában.
1936-ban léptették elő altábornaggyá és kinevezték a 2. hadosztály parancsnokává.

### Második kínai–japán háború
1938-ban, egy évvel a Marco Polo-hídi incidens után Okamurát nevezték ki a 11. Japán Hadsereg főparancsnokává, amely több olyan fontos összecsapásban is részt vett a háború folyamán, mint a vuhani csata, a nancsangi csata és a csangsai csata. Josiaki Josimi történész szerint Okamurát felhatalmazta Hirohito japán császár, hogy az ütközetek során mérges gázt használjon, ha a hadi helyzet úgy kívánja.
1940. áprilisában kapta meg a tábornoki rendfokozatot. 1941. júliusában pedig kinevezték az Észak-Kína Körzeti Hadsereg parancsnokává. 1941. december hónapjában kapta meg a főparancsnokság 575. számú parancsát, amely a három pusztítás (mindent felgyújtani, mindenkit megölni, mindent elrabolni) stratégia alkalmazását jelentette Észak-Kínában, azzal a céllal, hogy megtörjék a kínai kommunista erőket. Micujosi Himeta történész szerint a felperzselt föld taktikája 2,7 millió kínai halálát okozta a területen.
1944-ben Okamura volt a nagyméretű és igen sikeres Icsigo hadművelet parancsnoka, amely a dél-kínai repterek ellen irányult. Novemberben aztán a Kínai Expedíciós Hadsereg főparancsnoka lett, amely pozícióját a második világháború végéig betöltötte. A Nankingi megadási ceremónián, 1945. szeptember 9-én Okamura képviselte a magukat megadó japán erőket.

### Élete a világháború után
1948. júliusában a nankingi per során háborús bűnök elkövetésével vádolták meg, azonban a nacionalista kínaiak vezetője, Csang Kaj-sek azonnal közbeavatkozott, és védelmet nyújtott Okamura számára, aki 1946 óta szolgálta a nacionalista erőket, mint katonai tanácsadó. Miután a nacionalisták elvesztették a kínai polgárháborút és Tajvan szigetére szorultak vissza, Okamura visszatért Japánba. 1966. szeptember 2-án halt meg Tokióban.

## Fordítás
- Ez a szócikk részben vagy egészben  a   Yasuji Okamura című angol Wikipédia-szócikk ezen változatának fordításán alapul.  Az eredeti cikk szerkesztőit annak laptörténete sorolja fel. Ez a jelzés csupán a megfogalmazás eredetét és a szerzői jogokat jelzi, nem szolgál a cikkben szereplő információk forrásmegjelöléseként.